# Sirilorica carlsbergi
Espèce
Sirilorica carlsbergi est une espèce éteinte de loricifères.

## Distribution
Elle a été découverte dans le lagerstätte de Sirius Passet au Groenland. Elle date du Cambrien.

### Publication originale
- (en) John S. Peel, « A corset-like fossil from the Cambrian Sirius Passet Lagerstätte of North Greenland and its implications for cycloneuralian evolution », Journal of Paleontology, Washington (D.C.), Paleontological Society, vol. 84, no 2,‎ mars 2010, p. 332-340 (ISSN 0022-3360, DOI 10.1666/09-102R.1, lire en ligne, consulté le 14 décembre 2017).